# رودريغو دوتيرتي
رودريغو دوتيرتي (بالإسبانية: Rodrigo Duterte)؛ (ولد في 28 مارس 1945)، المعروف أيضا باسم روا وديغونغ،  هو محامي وسياسي فلبيني هو الرئيس السادس عشر للفلبين. وهو أول رئيس للبلاد من جزيرة مينداناو، والرابع الذي يعود أصله من شعب فيسايا. تولى دوتيرتي المنصب بعمر 71 عاما، ليكون هو أكبر من تولى رئاسة الفلبين سنا؛ حمل هذا اللقب سابقا الرئيس سيرخيو أوسمينيا في سن 65 عاما.
درس دوتيرتي العلوم السياسية في ليسيوم جامعة الفلبين، وتخرج منها في عام 1968 قبل أن ينال شهادة في القانون من كلية سان بيدا للقانون في عام 1972. ثم عمل كمحامي وكان مدعيا لمدينة دافاو في مينداناو قبل أن يصبح نائب عمدة، وبعد ذلك عمدة المدينة في أعقاب الثورة الفلبينية عام 1986. وكان دوتيرتي من بين أطول من شغل منصب العمدة في الفلبين، حيث تولى المنصب لسبع فترات وبما مجموعه أكثر من 22 عاما.
يعود نجاحه السياسي لدعمه الكبير لقتل متعاطي المخدرات والمجرمين الآخرين خارج نطاق القضاء. ذكرت وكالة رويترز أن جماعات حقوق الإنسان قامت بتوثيق أكثر من 1,400 جريمة قتل يزعم أنها ارتكبت خارج نطاق القانون في دافاو بين عامي 1998 ومايو 2016؛ وكان الضحايا أساسا من متعاطي المخدرات والمجرمين الصغار وأطفال الشوارع. وكثيرا ما أكد دوتيرتي ونفى تورطه في عمليات القتل. وفي يناير 2016، أصدر مكتب أمين المظالم تقريرا بشأن فرقة الموت المزعومة في دافاو في الفترة بين عامي 2005 و 2009، لم يجد أي دليل يدعم عمليات القتل المنسوبة أو يحتمل نسبها إلى فرقة الموت في دافاو أو مشاركة العمدة رودريغو دوتيرتي في الأمر. وقد أعيد فتح القضية منذ ذلك الحين. وقد أكد دوتيرتي مرارا أنه قتل شخصيا ثلاثة مشتبهين بعملية خطف بينما كان عمدة على دافاو في عام 1988.
في 9 مايو 2016، فاز دوتيرتي في الانتخابات الرئاسية الفلبينية بنسبة 39.01٪ من الأصوات، وهزم خصمه الليبرالي مارس روكساس. وعد دوتيرتي خلال حملته الانتخابية بأن يخفض الجريمة بقتل عشرات آلاف المجرمين. وقد ركزت سياسته الداخلية على مكافحة الاتجار غير المشروع بالمخدرات عن طريق بدء حملة لقتل التجار. وبعد انتقادات خبراء الأمم المتحدة في مجال حقوق الإنسان بأن عمليات القتل خارج القانون قد ازدادت منذ انتخابه، هدد دوتيرتي بسحب الفلبين من الأمم المتحدة وتشكيل منظمة جديدة مع الصين والدول الأفريقية. وأعلن أيضا عزمه على اتباع "سياسة خارجية مستقلة"، وسعى إلى إبعاد الفلبين عن الولايات المتحدة والدول الأوروبية، وإقامة علاقات أوثق مع الصين وروسيا.

## عمدة مدينة دافاو
بعد الثورة الفلبينية عام 1986، عُين دوتيرتي قائمًا بأعمال نائب العمدة من قبل الرئيسة كورازون أكينو. ترشح لمنصب العمدة عام 1988 وفاز به وبقي في هذا المنصب حتى عام 1998. عيّن نواب العُمدات ممن يمثلون شَعبي لوماد وموروفي حكومة المدينة الأمر الذي شكّل سابقة، وإن جرت محاكاته لاحقًا في الفلبين. في عام 1998 ونظرًا لأن الترشح لمنصب العمدة كان محدود الأجل، فقد ترشح دوتيرتي لمجلس النواب وفاز بصفته عضوًا في الكونغرس عن الدائرة الأولى لمدينة دافاو (في ظل اندماج نضال الفلبيين الديمقراطيين). في عام 2001 ترشح مرة أخرى لمنصب عمدة دافاو وانتخب لولاية رابعة. أعيد انتخابه عامي 2004 و2007.
في عام 1995 بعد إعدام الفلبينية فلور كونتيمبلاسيون في سنغافورة إثر اعترافها بارتكاب جريمة قتل مزدوجة، قيل أن دوتيرتي أحرق علم سنغافورة (على الرغم من نفي هذا الادعاء لاحقًا) وانضم إلى 1000 موظف في مدينة دافاو احتجاجًا.
في عام 2013 أرسلت مدينة دافاو فرق إنقاذٍ وفرقًا طبية إلى تاكلوبان لتقديم المساعدة لضحايا إعصار هايان، المعروف محليًا في البلاد باسم إعصار يولاندا. قُدمت مساعدات مالية إلى مقاطعتي بوهول وسيبو لضحايا الزلزال. في عام 2010 انتخِب نائبًا للعمدة خلفًا لابنته سارة دوتيرتي-كاربيو التي انتخبت عمدةً. عُرض عليه منصب وزير الداخلية أربع مرات من قبل الرؤساء فيديل راموس، وجوزيف إيجيرسيتو استرادا، وغلوريا ماكاباغال أرويو، وبنيغنو إس. آكينو الثالث، لكنه رفض كل ذلك.
أقر دوتيرتي أيضًا قانون تنمية المرأة في المدينة، والذي هدف إلى «دعم حقوق المرأة، والإيمان بقيمتها وكرامتها باعتبارها إنسانًا». منع دوتيرتي مسابقات ملابس السباحة في مسابقات ملكات الجمال في مدينة دافاو. بنت مؤسسة (تقديم الرعاية بالفلبينية غواد كالينغا) سجنًا على شكل قرية يقع في مدينة دافاو واكتسب دويترتي مكانةً بارزةً لدعمه القرية الفريدة من نوعها. والقرية سجن من النوع المنزلي يضم عشرة أكواخ مبنية داخل المجمع، والتي تستخدم حاليًا كمنازل للسجينات.

## القانون والنظام
سجلت مدينة دافاو أعلى معدل في جرائم القتل، وثاني أعلى معدل للاغتصاب، ورابع أعلى معدل للجرائم القياسية في الفلبين، وفقًا لبيانات الشرطة الأولية الرسمية للأعوام منذ عام 2010 وحتى عام 2015. ومع ذلك، ادعى دوتيرتي أن المدينة كانت واحدة من أكثر المدن أمانًا في العالم، وهي رواية اكتسبت شهرة في وسائل الإعلام الوطنية، وخلقت تصورًا عامًا واسع النطاق كان عاملًا مهمًا في تأسيس الدعم لسياسته المتعلقة بالمخدرات على الصعيد الوطني.
اعتبارًا من أبريل 2015، تحسنت مدينة دافاو وأصبحت في المرتبة الخامسة في ترتيب المدن الأكثر أمانًا في العالم، إذ بلغ مؤشر الجريمة 18.18 ومؤشر الأمان 81.82. تصدرت مدينة أوساكا في اليابان القائمة بمؤشر أمان يبلغ 84.47، تلتها سول عاصمة كوريا الجنوبية (83.42)، وسنغافورة (83.36).
اعتبارًا من أكتوبر 2019، احتلت مدينة دافاو المرتبة الثانية كأفضل مدينة آمنة في جنوب شرق آسيا، وفقًا لموقع (نومبيو دوت كوم) الذي أجرى استطلاعًا ساهم فيه المستخدمون عبر الإنترنت.
استنادًا إلى مؤشر الجريمة منتصف عام 2019 في موقع نومبيو، بلغ معدل مؤشر الأمان في مدينة دافاو 72.50. ارتفع ترتيب دافاو من المرتبة الرابعة العام الماضي بنسبة 71.21.
الدعارة في الفلبين غير قانونية. في دافاو، بموجب مرسوم في المدينة، تضمن الشرطة حصول البغايا على بطاقة صحية صالحة، لكن لا تعتقلهن. في عام 2010 ذكرت وحدة حماية الطفل الفلبينية أن دافاو كانت من المناطق الخمسة الأولى لدعارة الأطفال والسياحة الجنسية في الفلبين. قالت جانيت أمبوغ، المديرة التنفيذية لتليكالا، وهي منظمة غير حكومية مقرها دافاو تساعد البغايا، في أكتوبر 2016، إن بغاء الأطفال زاد بشكل حاد خلال العامين الماضيين. وقالت إن الأطفال أرخص ثمنًا وأكثر قابلية للتسويق. ومع ذلك، مُنحت المدينة جائزة «المدينة الأكثر ملائمةً للأطفال عن الفئة البلدان المتحضرة جدًا» في أعوام 1998 و1999 و2013 و2014.
عدل مجلس المدينة المرسوم رقم 1627، من سلسلة عام 1994، لفرض حظر على بيع المشروبات الكحولية وتقديمها وشربها واستهلاكها من الساعة 01:00 حتى الساعة 08:00 كل صباح. وقع دوتيرتي على الأمر التنفيذي رقم 39، لتقليل حدود السرعة لجميع أنواع السيارات داخل الولاية الإقليمية لمدينة دافاو من أجل السلامة العامة والنظام. وقع دوتيرتي أيضًا على الأمر التنفيذي رقم 04، سلسلة عام 2013 لفرض أمر يقضي بتطبيق القواعد والتنظيمات الخاصة بالتشريع الجديد الشامل لمكافحة التدخين رقم 0367-12، سلسلة 2012. طُبق أيضًا حظر المفرقعات النارية في مدينة دافاو بالمرسوم رقم 060-02/1406-02، سلسلة 2002 من قبل مجلس المدينة بدعم من دوتيرتي.
حصلت دافاو على 10 سيارات إسعاف من أجل مركز 911 المخصص لحالات الطوارئ الطبية و42 مركبة دورية متنقلة ودراجة نارية لمكتب شرطة مدينة دافاو (رقم هاتف الطوارئ الأول والوحيد 9-1-1 في آسيا وهو مجاني أيضًا). أمر دوتيرتي، من خلال الأمر التنفيذي رقم 24، جميع مراكز التسوق والمراكز التجارية بتركيب وتشغيل وصيانة كاميرات الدوائر التلفزيونية المغلقة عالية الدقة في جميع نقاط الدخول والخروج من مبانيها.
في عام 2015 كانت مدينة دافاو من بين وحدات الحكومة المحلية التي مُنحت «ختم الحكم المحلي الجيد» من قبل وزارة الداخلية والحكومة المحلية.
ردًا على تعليقات دوتيرتي في عام 2014 بشأن قتل شخص يشتبه بتهريبه الأرز في مدينة دافاو، أصدر مكتب رئيس الفلبين بيانًا قال فيه: «قتل شخص مخالف للقانون. لقد كان الرئيس حازمًا في اعتقاده أن لا أحد فوق القانون. يجب ألا نلجأ إلى الأساليب الخارجة عن القانون»، في حين أدان مؤتمر الأساقفة الكاثوليك في الفلبين القتل باعتباره خطيئة وأصر على حماية حقوق المتهمين. ثم قال ناشطون في مجال حقوق الإنسان إن دوتيرتي بنى ثقافة الإفلات من العقاب في المدينة.
في أوائل سبتمبر 2015 أبِلغ عن حادثة إجبار سائح على ابتلاع عقب سيجارته في حانة محلية في مدينة دافاو بعد أن رفض السائح الامتثال لقانون مكافحة التدخين العام في المدينة. اتصل صاحب الحانة بدوتيرتي ودخل العمدة في ذلك الوقت شخصيًا إلى الحانة وأجبر السائح على ابتلاع عقب سيجارته. ثم وجهت لجنة حقوق الإنسان انتقادات خاصة لدويترتي.

## فرقة الموت في دافاو
نحن تاسع مدينة آمنة. كيف تعتقد أنني فعلت ذلك؟ كيف وصلت إلى هذا اللقب بين أكثر مدن العالم أمانًا؟ قتلتهم جميعا (المجرمين).
- دوتيرتي، 15 مايو 2015.
ربطت مجموعات حقوق الإنسان مثل منظمة العفو الدولية وهيومن رايتس ووتش دوتيرتي، الذي أطلقت عليه مجلة تايم لقب «المُعاقِب»، بعمليات قتل خارج نطاق القضاء لما يزيد عن 1400 مجرم مزعوم وأطفال الشوارع على أيدي مجموعة حرّاس فرق الموت. في أبريل عام 2009 قال مجلس حقوق الإنسان التابع للأمم المتحدة في تقرير الأمم المتحدة (البند 3 من جدول أعمال الدورة الحادية عشرة، الفقرة 21)، «لم يفعل عمدة مدينة دافاو شيئًا لمنع عمليات القتل هذه، وتعليقاته العامة تشير إلى أنه داعمٌ لها في الواقع». أفادت هيومن رايتس ووتش أنه في 2001-2002، ظهر دوتيرتي على محطات التلفزة والإذاعة المحلية وأعلن أسماء «المجرمين»، وأُعدم بعضهم فيما بعد. في يوليو 2005 قال دوتيرتي في قمة الجريمة التي عقدت في فندق مانيلا: «يظل الإعدام بإجراءات موجزة للمجرمين الوسيلة الأكثر فعالية للقضاء على عمليات الاختطاف والمخدرات غير المشروعة».
نفى دوتيرتي مسؤوليته عن عمليات القتل خارج نطاق القضاء. أعلن مرارًا وتكرارًا دعمه لهم. وفقًا لوكالة رويترز فإن «موافقة دوتيرتي الصاخبة على المئات من جرائم القتل الشبيهة بعمليات الإعدام بحق مستعملي المخدرات والمجرمين على مدى عقدين من الزمان تقريبًا ساعدت في دفعه إلى أعلى منصب في الأرض التي أنهكتها الجريمة». في عام 2009 قال دوتيرتي: «إذا كنت تقوم بنشاط غير قانوني في مدينتي، إذا كنت مجرمًا أو عضوًا في نقابة تعتدي على الأبرياء في المدينة، طالما أنني العمدة، فأنت هدف شرعي للاغتيال». في عام 2015 أكد دوتيرتي ارتباطاته بعمليات القتل خارج نطاق القضاء في دافاو، وحذر من أنه في حالة انتخابه رئيسًا قد يقتل ما يصل إلى مئة ألف مجرم. بعد التأكيد المذكور، تحدى دوتيرتي مسؤولي حقوق الإنسان لرفع دعوى ضده إذا كان بإمكانهم تقديم أدلة على صلاته بجماعات الحرّاس.

## وصلات خارجية
- رودريغو دوتيرتي على موقع IMDb (الإنجليزية)
- رودريغو دوتيرتي على موقع مونزينجر (الألمانية)
- رودريغو دوتيرتي على موقع قاعدة بيانات الفيلم (الإنجليزية)

- الموقع الرسمي